# Krum Kolew
Krum Nedew Kolew (bułg. Крум Недев Колев, ur. 24 lipca 1890 w Wielkim Tyrnowie, zm. 27 kwietnia 1970 w Sofii) – bułgarski wojskowy i polityk, generał major, w roku 1935 minister spraw wewnętrznych Carstwa Bułgarii.

## Życiorys
W 1910 ukończył szkołę wojskową w Sofii, awansowany we wrześniu 1910 na stopień podporucznika. Rozpoczął służbę w 20 pułku piechoty. W czasie wojen bałkańskich  dowodził kompanią w 5 pułku piechoty. W czasie I wojny światowej dowodził batalionem w 12 pułku piechoty.
Po zakończeniu wojny służył w wojskach ochrony pogranicza jako dowódca odcinka, skąd przeszedł na stanowisko administracyjne w ministerstwie wojny. W 1930 objął dowództwo 21 pułku piechoty, a w 1933 – 9 pułku piechoty. Od 1934 komendant szkoły oficerów piechoty w Sofii. W tym samym roku jako jeden z przywódców Związku Wojskowego uczestniczył w przygotowaniach do zamachu stanu. Po zamachu komendant Akademii Wojennej w Sofii, a następnie dyrektor Dyrekcji Odnowy Społecznej. W styczniu 1935 stanął na czele resortu spraw wewnętrznych w rządzie Penczo Złatewa. Podał się do dymisji w kwietniu 1935 i objął funkcję dyrektora Wojskowego Instytutu Geograficznego. Brał udział w przygotowaniach do zamachu stanu, za co stanął przed sądem i został skazany na karę śmierci. Wkrótce zamieniono mu wyrok na karę dożywotniego pozbawienia wolności. W 1940 opuścił więzienie w wyniku amnestii.
Po przejęciu władzy przez komunistów we wrześniu 1944 awansowany na stopień generała-majora. Zmarł w 1970 w Sofii.

## Awanse
- podporucznik (Подпоручик) (1910)
- porucznik  (Поручик) (1913)
- kapitan  (Капитан) (1917)
- major  (Майор) (1920)
- podpułkownik  (Подполковник) (1925)
- pułkownik  (Полковник) (1931)
- generał major  (Генерал-майор) (1944)